# Tor Pagnotta
Tor Pagnotta è un'area urbana (piano di zona C6) del Municipio Roma IX di Roma Capitale. Fa parte delle zone urbanistiche 12E Cecchignola, nella zona Z. XXII Cecchignola, e 12H Vallerano-Castel di Leva, nella zona Z. XXIII Castel di Leva.
È situata a sud della capitale a cavallo del Grande Raccordo Anulare, tra le vie Laurentina e Ardeatina, e conta circa 6 000 abitanti.

## Storia
In origine era una tenuta agricola di circa 414 ettari, con un casale provvisto di torre, di cui oggi non restano che pochi reperti. La prima citazione nota del tenimento di Piliocti vel Cicomola è contenuto nella bolla del 1217 di papa Onorio III che conteneva i beni appartenenti al monastero di Sant'Alessio all'Aventino che vi possedeva due pediche di terreno.
Il 3 maggio 1259, su autorizzazione del gran maestro Thomas Bérard, il maestro d'Italia Pietro Fernandi permutò i possedimenti della rocca di San Felice Circeo, l'enfiteusi su Santa Maria della Sorresca ed altri terreni in Terracina, con la tenuta di Tor Pagnotta di proprietà della Chiesa, con il "Magister Jordano Pironti Sancte Romane Ecclesie vicecancellario et notario", già appartenuta alla famiglia Rossi o Rubei di Ripa, divenendo così patrimonio fondiario dell'Ordine dei Cavalieri templari. Il casale di Tor Pagnotta compare in una citazione da parte di frà Vivolo della villa di Sancto Justino negli atti del processo contro i Templari dello Stato Pontificio.
La tenuta che come gli altri beni dell'ordine dei Templari passarono all'Ordine dei Cavalieri di Rodi poi di Malta, ancora nel 1339 apparteneva a quest'ordine. Tale tenuta al momento della permuta confinava con i beni di Giovanni e Francesco Castellani e Giovanni Colonna, con i beni della chiesa di Santa Maria dell'Aventino e con quelli del fu Paolo di Sant'Angelo, i beni di Santa Maria di Scolagreca e San Salvatore di Santa Balbina.
Da una carta del 1349, il nome deriverebbe dalla corruzione di Pingivocti, dal nome originario della torre Pingivocti de Sanctangilensibus, posseduta da una non meglio specificata famiglia detta dei Santangilesi. Nel secolo XV era divisa in quote alcune delle quali appartenevano ai Boccabella, ai Cenci e ai Capizucchi. Divenne successivamente proprietà dell'Ospedale del S. Salvatore al Sancta Sanctorum e quindi dei Torlonia.
Vi ha sede la Fondazione EBRI, istituto di ricerca internazionale per lo studio del cervello, fondata nel 2001 da Rita Levi-Montalcini.
Il 21 febbraio 2007 è stato smantellato un campo nomadi situato all'angolo fra via Laurentina e via di Tor Pagnotta.